# Mammon (Fernsehserie)
Mammon ist eine norwegische Krimiserie mit Jon Øigarden in der Rolle des Journalisten Peter Verås, die in Deutschland im Januar 2015 bei der ARD ausgestrahlt wurde. Eine zweite Staffel mit acht Folgen startete am 1. November 2018 auf arte.

## Handlung
Peter Verås, Journalist einer der angesehensten Tageszeitungen Norwegens, deckt einen Fall von Veruntreuung durch seinen Bruder auf, was zu dessen Suizid führt. Jahre später, nachdem er bei seiner Zeitung vom Ressort „Politik“ in das Ressort „Sport“ versetzt worden ist, kommt er einer großen Verschwörung auf die Spur. Diese reicht bis in die höchsten Kreise des Regierungs- und Finanzsystems und führt ihn von der Hauptstadt Oslo bis in die finsteren Wälder im Norden Norwegens.

## Besetzung
Die Synchronisation der Serie entsteht bei der Berliner Synchron nach Dialogbüchern und unter der Dialogregie von Erik Paulsen.
| Rolle                                          | Schauspieler              | Bemerkungen                                                                    | Auftritt    | Synchronsprecher          |
| ---------------------------------------------- | ------------------------- | ------------------------------------------------------------------------------ | ----------- | ------------------------- |
| Peter Verås                                    | Jon Øigarden              | Journalist                                                                     | Episode 1–6 | Rainer Fritzsche          |
| Tore Verås                                     | Terje Strømdahl           | Vater von Peter und Daniel Verås, Großvater von Andreas Verås                  | Episode 1–6 | Tim Moeseritz             |
| Eva Verås                                      | Ingjerd Egeberg           | Schwägerin von Peter Verås, Ehefrau von Daniel Verås, Mutter von Andreas Verås | Episode 1–6 | Susanne von Medvey        |
| Andreas Verås                                  | Alexander Tunby Rosseland | Sohn von Daniel und Eva Verås, Neffe von Peter Verås, Enkel von Tore Verås     | Episode 1–6 | Constantin von Jascheroff |
| Inger Marie Steffensen                         | Anna Bache-Wiig           |                                                                                | Episode 1–6 | Nana Spier                |
| Jensen                                         | Robert Skjærstad          |                                                                                | Episode 1–6 | Frank Röth                |
| Bearbeiterin Abteilung Wirtschaftskriminalität | Andrine Sæther            |                                                                                | Episode 1–6 | Irina von Bentheim        |
| Frank Mathiesen                                | Nils Ole Oftebro          |                                                                                | Episode 1–6 | Wolfgang Condrus          |
| Vibeke Haglund                                 | Lena Kristin Ellingsen    | Kriminalbeamtin Abteilung Wirtschaftskriminalität, wird ermordet               | Episode 1–5 | Julia Horvath             |
| Chefredakteur                                  | Vidar Sandem              |                                                                                | 5 Episoden  | Jörg Hengstler            |
| Bakke                                          | Andreas Cappelen          | Sportjournalist                                                                | 5 Episoden  | Christoph Banken          |
| Jon Stensrud                                   | Terje Ranes               |                                                                                | 5 Episoden  | Sven Gerhardt             |
| Tom Lied                                       | Dennis Storhøi            | wird ermordet                                                                  | 4 Episoden  | Uwe Büschken              |
| Yvonne Haugen                                  | Andrea Bræin Hovig        |                                                                                | 4 Episoden  | Silvia Mißbach            |
| Trainee                                        | Huy Le Vo                 |                                                                                | 4 Episoden  |                           |
| Elisabeth                                      | Hilde Hannah Buvik        |                                                                                | 4 Episoden  |                           |
| älterer Polizist                               | Trond Høvik               |                                                                                | 4 Episoden  |                           |
| jüngerer Polizist                              | Frank Jørstad             |                                                                                | 4 Episoden  | Roland Wolf               |
| Hjort                                          | Håkon Ramstad             | Justizminister                                                                 | 4 Episoden  |                           |
| Architekt                                      | Nicolas Bro               |                                                                                | 4 Episoden  |                           |
| Minister Hjorts Ehefrau                        | Ines Prange               |                                                                                | 4 Episoden  |                           |
| Daniel Verås                                   | Anders T. Andersen        | Bruder von Peter Verås, Finanzchef bei Hydro, begeht Selbstmord                | 3 Episoden  | Nicola Devico Mamone      |
| Professor Stellesnæs                           | Harald Brenna             |                                                                                | 3 Episoden  | Jan Spitzer               |
| Medien-Berater                                 | Espen Klouman Høiner      |                                                                                | 3 Episoden  | Valentin Stilu            |
| Økokrim-Geir                                   | Assad Siddique            |                                                                                | 3 Episoden  |                           |
| Åge Haugen                                     | Hallvard Holmen           | Investor, begeht Selbstmord                                                    | 2 Episoden  | Sebastian Christoph Jacob |
| Gisle Eie                                      | Even Rasmussen            | Manager, begeht Selbstmord                                                     | 2 Episoden  |                           |

## Episodenliste
Die Erstausstrahlung der ersten Staffel fand vom 1. Januar bis zum 3. Februar 2014 auf dem norwegischen Sender NRK1 statt. Die deutschsprachige Erstausstrahlung sendete Das Erste vom 1. Januar bis zum 4. Januar 2015.

### Staffel 1
| Nr. (ges.) | Nr. (St.) | Deutscher Titel     | Originaltitel             | Erstausstrahlung Norwegen | Deutschsprachige Erstausstrahlung (D) | Regie         | Drehbuch                                  |
| ---------- | --------- | ------------------- | ------------------------- | ------------------------- | ------------------------------------- | ------------- | ----------------------------------------- |
| 1          | 1         | Opfer               | Kapittel 1: Offeret       | 1. Jan. 2014              | 1. Jan. 2015                          | Cecilie Mosli | Vegard Eriksen Stenberg, Gjermund Eriksen |
| 2          | 2         | Erweckung           | Kapittel 2: Oppvåkningen  | 6. Jan. 2014              | 1. Jan. 2015                          | Cecilie Mosli | Vegard Eriksen Stenberg, Gjermund Eriksen |
| 3          | 3         | Ursprung            | Kapittel 3: Nedstigningen | 13. Jan. 2014             | 2. Jan. 2015                          | Cecilie Mosli | Vegard Eriksen Stenberg, Gjermund Eriksen |
| 4          | 4         | Pakt                | Kapittel 4: Pakten        | 20. Jan. 2014             | 2. Jan. 2015                          | Cecilie Mosli | Vegard Eriksen Stenberg, Gjermund Eriksen |
| 5          | 5         | Mord                | Kapittel 5: Drapet        | 27. Jan. 2014             | 4. Jan. 2015                          | Cecilie Mosli | Vegard Eriksen Stenberg, Gjermund Eriksen |
| 6          | 6         | Das Jüngste Gericht | Kapittel 6: Dommedag      | 3. Feb. 2014              | 4. Jan. 2015                          | Cecilie Mosli | Vegard Eriksen Stenberg, Gjermund Eriksen |

### Staffel 2
Die Erstausstrahlung der zweiten Staffel fand vom 3. Januar bis zum 14. Februar 2016 auf dem norwegischen Sender NRK1 statt. Die deutschsprachige Erstausstrahlung sendete der deutsche Pay-TV-Sender Sony Channel vom 4. Januar bis zum 22. Februar 2018. Die Free-TV-Erstausstrahlung erfolgte vom 1. November bis zum 22. November 2018 auf  Arte.
| Nr. (ges.) | Nr. (St.) | Deutscher Titel | Originaltitel | Erstausstrahlung Norwegen | Deutschsprachige Erstausstrahlung (D) | Regie                    | Drehbuch                                                  |
| ---------- | --------- | --------------- | ------------- | ------------------------- | ------------------------------------- | ------------------------ | --------------------------------------------------------- |
| 7          | 1         | Opfermahl       | Blot          | 3. Jan. 2016              | 4. Jan. 2018                          | Janic Heen               | Vegard Eriksen Stenberg, Gjermund Eriksen                 |
| 8          | 2         | Heiden          | Hedninger     | 4. Jan. 2016              | 11. Jan. 2018                         | Janic Heen               | Vegard Eriksen Stenberg, Gjermund Eriksen                 |
| 9          | 3         | Götterdämmerung | Ragnarok      | 10. Jan. 2016             | 18. Jan. 2018                         | Janic Heen               | Vegard Eriksen Stenberg, Gjermund Eriksen                 |
| 10         | 4         | Eiszeit         | Fimbul        | 17. Jan. 2016             | 25. Jan. 2018                         | Cecilie Mosli            | Vegard Eriksen Stenberg, Gjermund Eriksen, Hege Ulstein   |
| 11         | 5         | Fenriswolf      | Fenris        | 24. Jan. 2016             | 1. Feb. 2018                          | Cecilie Mosli            | Vegard Eriksen Stenberg, Gjermund Eriksen, Jadranko Mehic |
| 12         | 6         | Riesen          | Jotnir        | 31. Jan. 2016             | 8. Feb. 2018                          | Cecilie Mosli            | Vegard Eriksen Stenberg, Gjermund Eriksen                 |
| 13         | 7         | Miklagard       | Miklagard     | 7. Feb. 2016              | 15. Feb. 2018                         | Pål Jackman, Roar Uthaug | Vegard Eriksen Stenberg, Gjermund Eriksen, Jadranko Mehic |
| 14         | 8         | Weltenesche     | Yggdrasil     | 14. Feb. 2016             | 22. Feb. 2018                         | Pål Jackman              | Vegard Eriksen Stenberg, Gjermund Eriksen                 |

## Rezeption
19 Länder haben mittlerweile die Rechte an Mammon erworben. Das Erste zeigte die sechs Episoden der ersten Staffel in drei Doppelfolgen (1. Opfer, 2. Ursprung, 3. Das Jüngste Gericht) zu je 103 Minuten bis 110 Minuten an drei Tagen.

### Einschaltquote
In Norwegen wurden in der ersten Staffel durchschnittlich 1,3 Millionen Zuschauer pro Folge erreicht, was einem Marktanteil von 55 Prozent entsprach.

### Kritiken
Andreas Böhme von der WAZ urteilt: „Überhaupt wirkt hier alles düster und schwermütig, scheint es weder Sonnenschein noch gute Laune zu geben im Staate Norwegen. Dafür aber ein ständiges Gefühl der Angst und Beklemmung. Und selbst für skandinavische Verhältnisse ist das Tempo gemächlich, sind einzelne Einstellungen lang.“ „Von Folge zu Folge wird die Handlung mysteriöser, ohne dabei völlig an Glaubwürdigkeit zu verlieren. Und immer wenn man glaubt zu wissen, wohin die Geschichte führt, gibt es eine überraschende Wendung, die mehr Fragen aufwirft, als sie beantwortet.“

### Auszeichnungen
- 2014: Seoul International Drama Awards – Beste Miniserie

## Fortsetzung
Eine zweite Staffel lief Anfang 2016 im norwegischen Fernsehen und wurde 2017 mit dem International Emmy Award als beste Serie ausgezeichnet. Die acht Folgen der zweiten Staffel wurden ab November 2018 im deutschen Free-TV auf arte gezeigt.